# Talk (album)
Talk – czternasty album studyjny grupy Yes, wydany w 1994.

## Lista utworów
Album zawiera utwory:
1. The Calling (Jon Anderson/Trevor Rabin/Chris Squire) – 6:56
2. I Am Waiting (Jon Anderson/Trevor Rabin) – 7:25
3. Real Love (Jon Anderson/Trevor Rabin/Chris Squire) – 8:49
4. State of Play (Jon Anderson/Trevor Rabin) – 5:00
5. Walls (Jon Anderson/Trevor Rabin/Roger Hodgson) – 4:57
6. Where Will You Be (Jon Anderson/Trevor Rabin/Chris Squire) – 6:09
7. Endless Dream: I. Silent Spring (Instrumental) (Trevor Rabin) – 1:55
8. Endless Dream: II. Talk (Jon Anderson/Trevor Rabin) – 11:55
9. Endless Dream: III. Endless Dream (Jon Anderson/Trevor Rabin) – 1:53

## Skład
Twórcami albumu są:
- Jon Anderson – wokal
- Chris Squire – bas, wokal
- Trevor Rabin – gitary, wokal, instrumenty klawiszowe
- Tony Kaye – organy Hammonda
- Alan White – perkusja, instrumenty perkusyjne